# Marvel Millennium - Pesadelo Supremo
Marvel Millennium - Pesadelo Supremo é uma maxi-série quinzenal publicada no Brasil pela Panini Comics. O roteirista é Warren Ellis (conhecido por suas histórias em Transmetropolitan, Planetary, and The Authority, tendo na época acabado de assinar um contrato de exclusividade com a Marvel Comics, por dois anos).
Em uma entrevista publicada na última edição, Warren Ellis comenta que a série: "Era para ser um trabalho do Mark Millar, mas ele ficou doente e acabou pego pelos prazos. Então, me pediram para escrever um prelúdio, que foi o Tomo Um - Pesadelo (Ultimate Nightmare). Depois, ficou claro que Mark não teria mesmo como escrever o que vinha sendo chamado na época de Ultimate Galactus e me pediram para fazer a coisa toda."

## Publicação nos Estados Unidos
Originalmente, foram publicadas nos Estados Unidos três minisséries, que equivalem a cada um dos tomos da maxi-série brasileira: 
- Ultimate Nightmare - série em 5 partes, que compreende o Tomo Um (Pesadelo Supremo #1 ao 3). A minissérie foi publicado originalmente entre Agosto de 2004 a Dezembro de 2004).
- Ultimate Secret - série em 4 partes, que compreende o Tomo Dois (Pesadelo Supremo#3 ao 5). A minissérie foi publicado originalmente entre  Março de 2005 a Outubro de 2005.
- Ultimate Extinction - série em 5 partes, que compreende o Tomo Três (Pesadelo Supremo #6 ao 8). A minissérie foi publicado originalmente entre Janeiro de 2006 a Maio de 2006.

Além dessas três minis, houve também uma pequena série em 6 partes, chamada "Vision", que aqui foi publicada sob a forma de um interlúdio, logo após o fim do Tomo Dois (em Pesadelo Supremo # 5). A minissérie foi publicado originalmente entre janeiro de fevereiro de 2006, como uma "história secundária" (Backup issue, em inglês) nas seguintes edições:

Vision # 01. Ultimate Spider-Man #86 (publicado em 16 de novembro de 2005)

Vision # 02. Ultimate X-Men #65 (publicado em 23 de novembro de 2005)

Vision # 03. Ultimate Fantastic Four #25 (publicado em 30 de novembro de 2005)

Vision # 04. Ultimate Spider-Man #87 (publicado em 7 de dezembro de 2005)

Vision # 05. Ultimate Spider-Man #88 (publicado em 21 de dezembro de 2005)

Vision # 06. Ultimate Fantastic Four #26 (publicado em 28 de dezembro de 2005)

## Publicação no Brasil
No Brasil, a série foi publicada quinzenalmente, tendo sido a primeira no fim de Abril de 2006, e a oitava parte no fim de Agosto de 2006. Todas as edições foram publicadas com 48 páginas, custando R$ 5,90 cada. A única exceção foi a última edição, que teve 32 páginas e custou R$ 4,90.

## Roteiro

### Tomo Um - Pesadelo
Desenhista do tomo: Trevor Hairsine

Todos os sistemas de comunicações do mundo sofrem interferência de um poderoso sinal, sendo que também atinge o plano psíquico, levando milhares de pessoas ao suicídio ao redor do mundo. A fonte desse sinal está perto do Vale do Rio Tungus, na região de Tunguska, Rússia. Foi nesse mesmo local que um cometa colidiu em 1904, há cem anos (em relação à publicação original da série), sendo que no mundo real tal acontecimento misterioso aconteceu em 1908.
Tendo obviamente chamado a atenção da agência governamental S.H.I.E.L.D. e da escola Instituto Xavier para Estudos Avançados, sendo que ambas enviaram equipes de investigação simultaneamente.
Nick Fury, líder da S.H.I.E.L.D., forma um grupo composto dele próprio, Capitão América, a ex agente da KGB Natasha Romanov (a Viúva Negra), e Sam "Falcão" Wilson. O Professor X envia Jean Grey, Wolverine e Colossus.
Ambos as equipes entram na terra devastada para descobrirem um esquecido complexo da antiga Rússia Comunista. Não tendo notado a presença um do outro, os dois grupos tentaram achar a origem das interferências, enquanto enfrentavam monstros horríveis. à medida que avançam, Nick Fury e seu grupo descobrem que a instalação dos russos aonde eles estavam já abrigou o programa do super-soldado da Rússia, que utilizavam partes tiradas de uma máquina alienígena em seres humanos, embora o complexo sugira que possa ter havido o uso de esteróide norte-americanos. Isso inclui um protótipo do Crimson Dynamo (uma nova versão será mostrada no Segundo volume da Série Os Supremos), o Unicórnio e o Guardião Vermelho.
Posteriormente, ambas as equipes descobrem a origem da interferência, assim como a do outro grupo. Há um pequeno conflito, mas Nick Fury e Os Supremos tentam subjugar os X-men. Eles se surpreendem ao descobrir que a origem do sinal de interferência é um robô chamado Visão. Ele disse aos Supremos que veio à Terra há 100 anos para os avisar de uma ameaça, mas a sua nave teve alguams avarias, causando a colisão, tendo ficado quase totalmente auto-recuperado recentemente. Ele alerta o supergrupo de que Gah-Lak-Tus, o Devorador de Mundos (uma referência clara ao Galactus original) está indo na direção da Terra. Enquanto isso, os X-men, decepcionados pela fonte do sinal não ter sido um mutante, saíram da custódia dos Supremos e fugirem. Nick Fury então convoca a S.H.I.E.L.D. para retirarem o Visão daquele local, e tentarem achar um modo de deter Gah-Lak-Tus.

### Tomo Dois - O Segredo
Desenhistas do Tomo: Steve McNiven e Tom Raney

A história começa na Estação Secreta 9 de Desenvolvimento Aeroespacial da S.H.I.E.L.D., no Novo México. Nós somos apresentados à Capitã Carol Danvers, líder da segurança, e Dr. Philip Lawton, líder do projeto. O projeto cria um método revolucionário de voo aeroespacial que possibilitaria uma jornada de ida e volta até a estrela mais próxima no período da existência de um ser humano. Quando um monstro invisível começa a atacar o navio, Lawton abandona a estação e se transforma no Capitão Mar-Vell (através de uma armadura simbiótica) e destrói o monstro, salvando o motor nuclear do foguete. Ele é preso por Nick Fury, da S.H.I.E.L.D., que quer descobrir quem ele é. Ele conta então que é membro de uma raça alienígena denominada Kree, que estão observando a Terra para averiguarem se os habitantes do planeta podem vir a ser uma ameaça aos Krees. Ao notarem que os humanos são violentos e perigosos, os Krees resolveram manterem os seres humanos presos à Terra até a vinda de Gah-Lak-Tus, que os destruiria. Percebendo as implicações, Fury chama o Quarteto Fantástico, o Homem de Ferro e o Thor. 
Ao chegarem, Fury explica os eventos ocorridos no Tomo Um a eles. Reed fica inquieto pela existência de Gah-Lak-Tus, por conta da existência dele poder explicar a discrepância entre a Equação de Drake e o Paradoxo de Fermi (que a galáxia estaria cheia de inteligência, mas nós não estamos aptos a percebê-la). Os heróis criam um plano: Homem de Ferro, Reed, Sue, Capitão Mar-Vell e Gavião Arqueiro pilotarão o Asis 2 (os regulamentos da NASA exigiam completa redundância, portanto há um outro foguete). Quando os aliens atacam, eles são surpreendidos por Thor, Ben, Johnny, Viúva Negra, e Nick Fury.
Quando o Asis 2 ruma na direção da nave Kree, eles inicialmente encontraram Krees desarmados (que possuem formas semelhantes às de um peixe). Eles matam a maioria dos alienígenas, mas Yahn Rgg, o capitão da nave, desabilita remotamente as alterações cirúrgicas, para que ele retornasse para os Krees. Yahn Rgg acionou a sequência de destruição da nave, para bloquear o acesso aos banco de dados aos humanos. Entretanto, a Mulher Invisível quebra o módulo de escape, deixando-o aprisionado na nave. Eles coletam os dados, e escapam antes que a nave exploda.
De volta a Estação Secreta 9, Nick e Viúva Negra estão discutindo sobre os invasores alienígenas. Nick diz que não haverá autópsia nos cadáveres, já que "boa parte dos sobreviventes vão morrer no interrogatório". Então ele menciona que há uma certa chance de salvar o mundo, e assim ele possa descobrir do que o mundo será salvo.

### Tomo Três - Extinção
Desenhistas do Tomo: Brandon Peterson

O General Nick Fury, Sam Wilson, Susan Storm, Carol Danvers e Mar-Vell observam Reed Richards mostrar uma tabela cronológica e simulação de cenário da destruição da Terra por Gah Lak Tus. Apesar do grupo ainda não saber o que é Gah Lak Tus, eles sabem o que ele fará: induzir pânico ao se aproximar da atmosfera terrestre, afetar a gravidade do planeta ao entrar em órbita, e então emitir um vírus corroedor de carne e consumir a energia ao aterrissar, destruindo toda a vida e deixando o planeta incapaz de suportar a vida novamente. enquanto isso, a investigadora particular Misty Knight foi contratada para achar o líder de um culto chamado Paul Maitreya. Misty localiza o culto em uma cobertura, e quando ela observa os membros dando boas-vindas a Maitreya, que se revela a versão ultimate do Surfista Prateado, já que seu corpo inteiro parece ser composto de uma substância prateada luminescente, com asas angulares, no lugar da prancha prateada. Sem aviso, um rifle acerta a reunião perto de Misty. Misty confronta a atiradora, uma mulher careca com uma tatuagem de dragão, a versão ultimate da Serpente de Prata, mas a mulher escapa.
Futy convoca o auxílio do Professor Xavier e do Sr. Fantástico para elaborarem planos auxiliares para afastarem Gah Lak Tus, que se revelou como um gigantesco exército de robôs. Misty Knight, enquanto isso, é atacada por Paul Maitreya. Capitão América e o Falcão aparecem em cena.
Os dois falham em apreender o homem prateado, e levam sob custódia uma já muito nervosa Misty Knight. Sr. Fantástico revela a Sue Storm que ele realizou uma possível "arma suprema" para combater Gah Lak Tus. Xavier e Jean Grey constroem um dispositivo amplificador para o Cérebro, que permite a Xavier entrar em contato psíquico com Gah Lak Tus enquanto o mesmo se encontra no cinturão de asteróides. O contato se mostra desastroso, já que o mero toque de uma mente orgânica Gah Lak Tus, "assusta" a mente mecânica, causando a emissão instantânea de um míssil diretamente na direção do Triskélion. Homem de Ferro e Capitão Marvel tentam interceptá-lo, apenas para descobrir que o "míssil" prateado se transformou em um outro Surfista Prateado, desta vez usando uma prancha. Os dois enfrentam o Surfista Prateado.
O Homem de Ferro arranca a cabeça do Surfista, fazendo com que a eletricidade azulada saia dos ombros da criatura. Entrementes, a Serpente da Lua ataca o dispositivo de amplificação no Triskélion, é capturada, e interrogada por Fury, Capitão América e Mahr Vel. Ela se denomina uma sacerdotisa, e revela ser uma dos diversos clones devotados a prepararem o caminho para a chegada de seu deus espacial (Gah Lak Tus). Capitão América e Capitão Marvel formam uma equipe para capturar Paul Maitreya, o outro Surfista Prateado. Eles conseguem, e o levam até a sede da S.H.I.E.L.D. para interrogatório. enquanto isso, em Nevada, o Sr. Fantástico está trabalhando em sua arma, um projeto massivo. Professor X e Jean visitam a Visão para informações e pedirem ajuda. Na manhã seguinte, um exército de clones da Serpente da Lua começam a surgir no Triskélion quando Gah Lak Tus começa a entrar na órbita da Terra. As forças da S.H.I.E.L.D. atacam contra a invasão dos clones - mesmo o Capitão América, Homem de Ferro, Capitão Marvel e o Falcão são são suficientes. Ao avançar da batalha, Professor Xavier convoca os X-men para auxiliá-los, enquanto ele e Jean direcionam todas as suas forças para conectar a mente de todos em uma força única e poderosa, com a qual atacariam Gah Lak Tus. A manobra serve como uma distração. Enquanto isso, Richards que esteve construindo um dispositivo de teleporte conectado com um universo paralelo aguardando o seu Big Bang. O seu plano consiste em provocar a explosão com uma arma nuclear e direcionar a energia em Gah Lak Tus. O dispositivo acerta, incinerando 20% da composição de Gah Lak Tus. Os restantes fogem, ao invés de gastar mais energia lutando, deixando a S.H.I.E.L.D. com o confronto com os clones, podendo então celebrar a vitória. Mahr Vel nota que eles apenas condenaram algum outro planeta, já que Gah Lak Tus irá achar outro alvo, ao qual Fury responde que eles irão enviar a Visão atrás de Gah Lak Tus com as plantas e anotações da arma suprema de Richards.